# 昭忠祠 (福州)
昭忠祠是中国福建省福州市马尾区的一座忠烈祠，位于马尾区马限山顶及山麓，是为纪念1884年中法马江海战中战死的中国官兵而建立的祠堂，该祠和马江海战炮台和烈士墓一起以“马江海战炮台、烈士墓及昭忠祠”的名义列为中国第四批全国重点文物保护单位。

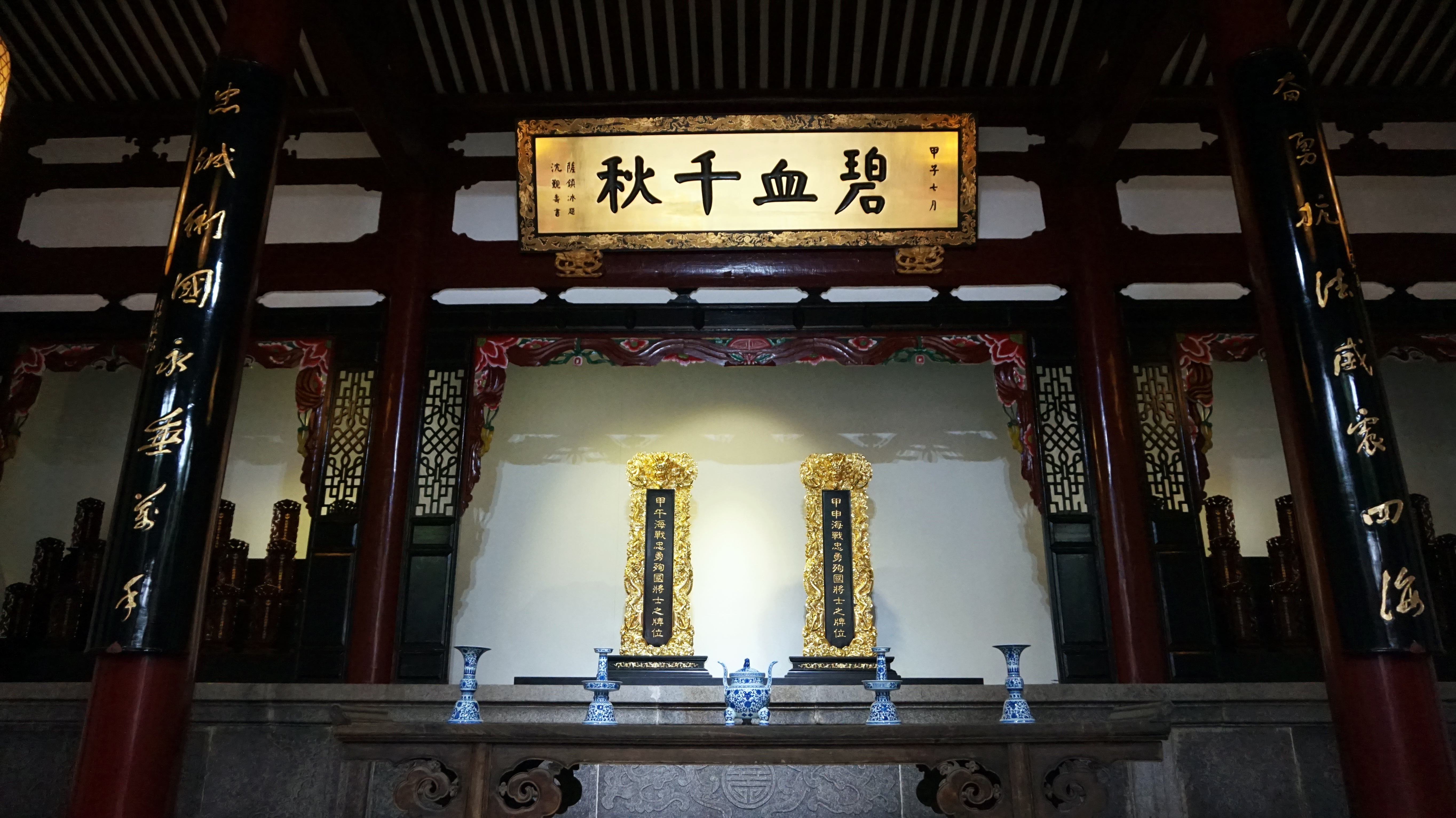
甲申、甲午海战殉国将士牌位。

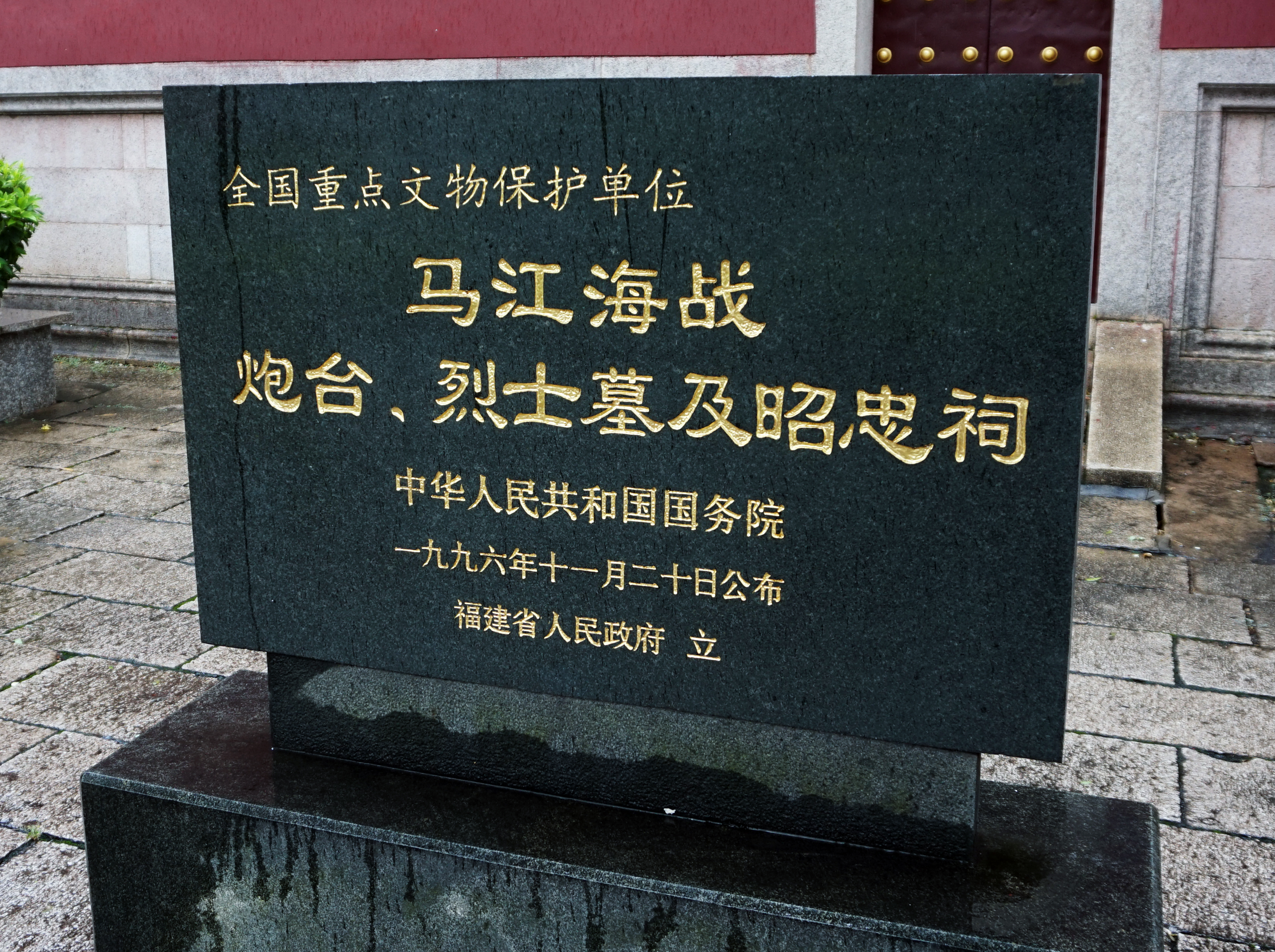
马江海战炮台、烈士墓及昭忠祠国保

1884年马江海战结束后，当地军人和民众将打捞上来的中国官兵遗体掩埋于此，形成九冢。1885年冬，清朝政府开始在陵园北侧兴建昭忠祠，并于1886年竣工，内祀796位福建水师官兵的灵位。1920年，中华民国海军总司令蓝建枢倡议集资重修昭忠祠，并由陈兆锵主持修缮，并合原九冢为一坟，并将中日甲午海战中福建籍的阵亡将士入祀。1984年再次大规模修缮。昭忠祠的现建筑坐西北向东南，包括了戏台、前殿、后殿等建筑，均为福州式的穿斗式木构架、双坡顶、带风火墙的结构，祠南侧为墓，长49米，宽10.9米，高1.03米，墓前方形拱顶亭有“光绪十年七月初三日马江诸战士埋骨处”石碑。目前，昭忠祠连同烈士陵园和中坡炮台一起被辟为马江海战纪念馆。